# مگردیچ پشیکتاشلیان
مگردیچ پِشیکتاشیان (ارمنی: Մկրտիչ Պեշիկթաշլյան; انگلیسی: Mkrtich Pešiktašlean زاده ۱۸ اوت ۱۸۲۸ - درگذشته ۲۹ نوامبر ۱۸۶۸) شاعر، نمایش‌نامه‌نویس، هنرپیشه، کارگردان و فعال اجتماعی برجسته سده نوزدهم ارمنی بود.

## زندگی‌نامه
تحصیلات ابتدایی را در مدرسه محلی مخیتاریستها انجام داد. وی که فعالیت‌های هنری خود را با پیروی از مکتب کلاسیسیسم آغاز کرده بود، بعدها از پویندگان و هموارکنندگان راه رمانتیسم ادبی ارمنی گردید و درام‌نویسی و تئاتر رمانتیسیستی ارمنستان غربی را بنیان نهاد. مکتب تئاتری ارمنستان غربی که پِشیکتاشیان در سال ۱۸۵۶ در استانبول پایه‌گذاری کرد، نقش بسزایی در آگاهی ملی مردم ارمنی ایفا کرد و مایهٔ روشنگری برای مردم در جنبش‌های آزادیخواهانهٔ ملی شد. پِشیکتاشیان علاوه بر اجرای نمایشنامه‌های خود، بسیاری از آثار ارزشمند تئاتری اروپایی را نیز به ارمنی ترجمه و اجرا کرد. در دوران کشتارهای ارمنیان در دهه‌های نیمه دوم سده نوزدهم توسط «باب عالی» و سلطان حمید، پشیکتاشلیان با قیام کنندگان ارمنی همکاری تنگاتنگ و گسترده‌ای داشت با هنر خود آنان را یاری می‌کرد.
مضامین شعرهای پِشیکتاشیان عشق به میهن و آزادی مردم، عشق به زندگی و انسان و زیبایی و طبیعت و تصویر مصیبت‌ها و ستم‌هایی است که ارمنیان ساکن ارمنستان غربی از «باب عالی» کشیده‌اند قهرمانی‌های مبارزانی که بر ضد ستم ملی و کشتارها، با از خودگذشتگی بی مانندی ستیز می‌کردند، با شورانگیزی هر چه تمام تر در آثار این هنرمند متجلی شده‌است.
شعرهای تغزلی بسیار زیبای پِشیکتاشیان، این شیوهٔ سرایش شعر را از لحاظ شکل و مضمون تعالی بخشید و در زمینهٔ عاشقانه سرایی بسیاری از شاعران بنام ارمنی را تحت تأثیر خود قرار داد و برای آیندهٔ شعر تغزلی ارمنی راهی نو گشود.
از اوایل جوانی وی سلامتی رنج می‌برد و هنگامی که سال ۱۸۶۸ در سن ۴۰ سالگی بر اثر بیماری درگذشت یکی از شاگردان، سربوهی دیوساب در کنار بالین وی حضور داشت.

## آثار
- ۱۸۵۶ - اجرای نمایش‌نامه "Kornak" (تراژدی)
- نمایش‌نامه "آرشاک"
- نمایش‌نامه "واهه"
- نمایش‌نامه "واهان"
- ترجمه نمایش‌نامه "مرگ سزار" (اثر ولتر)
- ترجمه نمایش‌نامه "سائول" (اثر آلفیری)
- شعر "بهار"
- شعر " ما برادر هستیم"